# Турманидзе, Ираклий
Ираклий Турманидзе (груз. ირაკლი თურმანიძე; род. 13 декабря 1984 в Кобулети, Грузия) — грузинский тяжелоатлет, бронзовый призёр Олимпийских игр 2016 года в категории свыше 105 кг.

## Биография
На Чемпионате Европы 2015 года в Тбилиси в супертяжелом весе Ираклий занял второе место, однако, в результате дисквалификации за применение допинга Олега Прошака к спортсмену перешло звание чемпиона Европы.
В ноябре 2018 года на чемпионате мира в Ашхабаде в весовой категории свыше 109 кг завоевал малую бронзовую медаль, сумев взять вес 203 кг в рывке. В толчке снялся с соревнований.
На чемпионате Европы в Батуми в 2019 году Ираклий завоевал серебряную медаль взяв вес по сумме двух упражнений 447 кг. В рывке он завоевал малую серебряную медаль (206 кг), а в толчке малую бронзовую медаль (241 кг).

## Спортивные результаты
| Год  | Соревнование            | Место проведения | Весовая категория | Рывок  | Толчок | Сумма двоеборья | Место |
| 2011 | Чемпионат Европы        | Казань           | свыше 105 кг      | 188 кг | 218 кг | 406 кг          | 5     |
| 2011 | Чемпионат мира          | Париж            | свыше 105 кг      | 180 кг | 218 кг | 398 кг          | 12    |
| 2012 | Чемпионат Европы        | Анталья          | свыше 105 кг      | 195 кг | 228 кг | 423 кг          | 3     |
| 2012 | Летние Олимпийские игры | Лондон           | свыше 105 кг      | 201 кг | 232 кг | 433 кг          | 5     |
| 2013 | Чемпионат Европы        | Тирана           | свыше 105 кг      | 192 кг | 220 кг | 412 кг          | 4     |
| 2014 | Чемпионат мира          | Алма-Ата         | свыше 105 кг      | 195 кг | 227 кг | 422 кг          | 6     |
| 2015 | Чемпионат Европы        | Тбилиси          | свыше 105 кг      | 201 кг | 234 кг | 435 кг          | 1     |
| 2015 | Чемпионат мира          | Хьюстон          | свыше 105 кг      | 202 кг | 220 кг | 422 кг          | 11    |
| 2016 | Чемпионат Европы        | Фёрде            | свыше 105 кг      | 190 кг | 220 кг | 410 кг          | 7     |
| 2016 | Летние Олимпийские игры | Рио-де-Жанейро   | свыше 105 кг      | 207 кг | 241 кг | 448 кг          | 3     |
| 2017 | Чемпионат Европы        | Сплит            | свыше 105 кг      | 201 кг | —      | —               | DNF   |
| 2018 | Чемпионат Европы        | Бухарест         | свыше 105 кг      | 192 кг | 223 кг | 415 кг          | 4     |
| 2018 | Чемпионат мира          | Ашхабад          | свыше 109 кг      | 203 кг | —      | —               | DNF   |
| 2019 | Чемпионат Европы        | Батуми           | свыше 109 кг      | 206 кг | 241 кг | 447 кг          | 2     |